# Alienakantus
Alienakantus (Alienacanthus) – rodzaj ryby pancernej z rodziny Selenosteidae. Jedynym znanym do tej pory gatunkiem jest A. malkowskii, nazwany tak na cześć polskiego geologa Stanisława Małkowskiego.

## Opis
Takson opisany w 1957 roku przez Juliana Kulczyckiego na podstawie fragmentów kości znalezionych na terenie kamieniołomu Ostrówka w Gałęzicach w Górach Świętokrzyskich. Skamieniałości zinterpretowano jako należące do ryby spodoustej bardzo duże kolce płetwowe. Były one zbudowane z tkanki kostnej, co uniemożliwia zaliczenie alienakantusa ani do akantodów (Acanthodii), ani do Selachii. Z tego faktu czerpie źródło nazwa ryby; Alienacanthus oznacza ''dziwny kolec'' (od łac. alienus, czyli dziwny oraz canthus, czyli kolec). Kulczycki już wtedy spekulował, że odnalezione szczątki mogą być częścią pancerza jakiegoś plakoderma. Po ponownej analizie kości i odnalezieniu nowego materiału przypisanego do Alienacanthus, stwierdzono, że to, co uważano za kolce płetwowe ryby jest tak naprawdę jej dolną szczęką. Potwierdzono również przypuszczenia Kulczyckiego odnośnie przynależności gatunku do ryb pancernych. W 2024 roku opublikowano wyniki badań nad nowymi skamieniałościami alienakantusa ze wschodniej części Antyatlasu w Maroku. Była to niemal kompletnie zachowana czaszka zwierzęcia oraz lewa strona częściowo zachowanej czaszki. Oba znaleziska miały nienaruszone wszystkie elementy szczęki. Analiza materiału pozwoliła zrekonstruować stworzenie, jako dużej wielkości plakoderma o wyjątkowej dysproporcji szczęk. Żuchwa była dwa razy dłuższa niż czaszka. Wzdłuż górnej i dolnej szczęki układały się rzędy ostrych, zakrzywionych do tyłu zębów. W przypadku żuchwy zęby ciągnęły się parę centymetrów dalej, poza zgryz. W odróżnieniu od wielu innych ryb pancernych, alienakantus mógł poruszać górną szczęką niezależnie od czaszki. Pokryta płytami kostnymi czaszka miała opływowy kształt. Oczodoły były duże, co sugeruje pokrewieństwo ryby z rodziną Selenosteidae. Szczątki z Maroka należą do tego samego gatunku, co te z Polski, czyli Alienacanthus malkowskii.
Alienakantus to obecnie (rok 2024) najstarszy znany przypadek tak drastycznej dysproporcji w rozmiarze szczęk u żuchwowców. Podobny mechanizm konwergentnie wyewoluował u karbońskich zrosłogłowych z rodzaju Ornithoprion czy u współczesnych ryb promieniopłetwych z rodzin półdziobcowatych (Hemiramphidae) i Zenarchopteridae.

## Paleobiologia
Opływowy kształt czaszki wskazuje na to, że zwierzę było dobrym i aktywnym pływakiem. Najprawdopodobniej był drapieżnikiem polującym na mniejsze ryby. Dzięki haczykowatym zębom skutecznie uniemożliwiał ucieczkę schwytanej ofierze. Spekuluje się, że długa dolna szczęka mogła służyć zwierzęciu do dezorientowania i ranienia potencjalnych ofiar, podobnie jak w przypadku dzisiejszych mieczników czy marlinów.

## Paleoekologia
W późnym dewonie miejsca, gdzie odnaleziono szczątki należące do Alienacanthus malkowskii, leżały u wybrzeży dwóch kontynentów: Góry Świętokrzyskie na południu Laurosji, a Antyatlas na północy Gondwany. Kontynenty te opływał ocean Reik, w owym czasie połączony z Paleotetydą. Zbiornik mógł być na tyle mały, że fauna oceaniczna była w stanie przemieszczać się między dwoma wybrzeżami, pomimo wahań w poziomie morza. Takie migracje mógł odbywać również alienakantus.
Ze stanowiska w kamieniołomie Ostrówka, Kulczycki wykazał obecność dwóch innych przedstawicieli ryb pancernych, których skamieniałości, podobnie jak te przypisane do Alienacanthus, datowane są na famen. Są to Dunkleosteus oraz bliżej spokrewniony Pachyosteus bulla. Ryby te współistniały ze sobą w płytkim, ciepłym morzu, które oblewało teren dzisiejszego kamieniołomu, jak i całe Góry Świętokrzyskie. W toni, oprócz plakodermów, pływało wiele różnych gatunków konodontów oraz wczesne amonity z rzędu goniatytów (Goniatitida) i klimeni (Clymeniida). Na epifaunę tego zbiornika składały się liliowce, koralowce ośmiopromienne (Octocorallia) z gatunku Oligophylloides pachythecus, różni przedstawiciele rugoz oraz gatunki koralowców z rzędu denkowców (Tabulata), które zasiedlały głębsze części morza.
Na południu Paleotetydy, tam, gdzie obecnie znajduje się wschodnia część Antyatlasu, obok alienakantusa występował blisko spokrewniony Amazichthys trinajsticae. Obecny był również dunkleosteus. Ryby chrzęstnoszkieletowe były tam reprezentowane przez między innymi Ferromirum oukherbouchi. Ponadto, licznie występowały amonity z rzędu goniatytów (Goniatitida), łodzikowce z rzędu Orthocerida i Oncocerida, a także przedstawiciele Thylacocephala z gatunku Concavicaris submarinus.